# Panduwasnuwara
Panduwasnuwara fou una antiga capital de Ceilan propera a Kurunegala que va actuar com a tal durant un breu període sota el rei Parakramabahu I al segle xii. Allí fores allotjades les relíquies de la Dent del Buda i el Bol d'almoines. Ell lloc de les ruïnes té unes 20 hectàrees i una part encara està per excavar. Hi ha també un petit museu.
Panduwasnuwara fou fundada pel rei Panduvasudeva, successor del rei Vidjaya, fundador de la monarquia singalesa, al segle V aC. Fou restaurada al segle xii per Parakramabahu I amb el nom de Parakramapura. Les ruïnes del lloc pertanyen a la ciutat fundada al segle xii.